# 五味紛陳

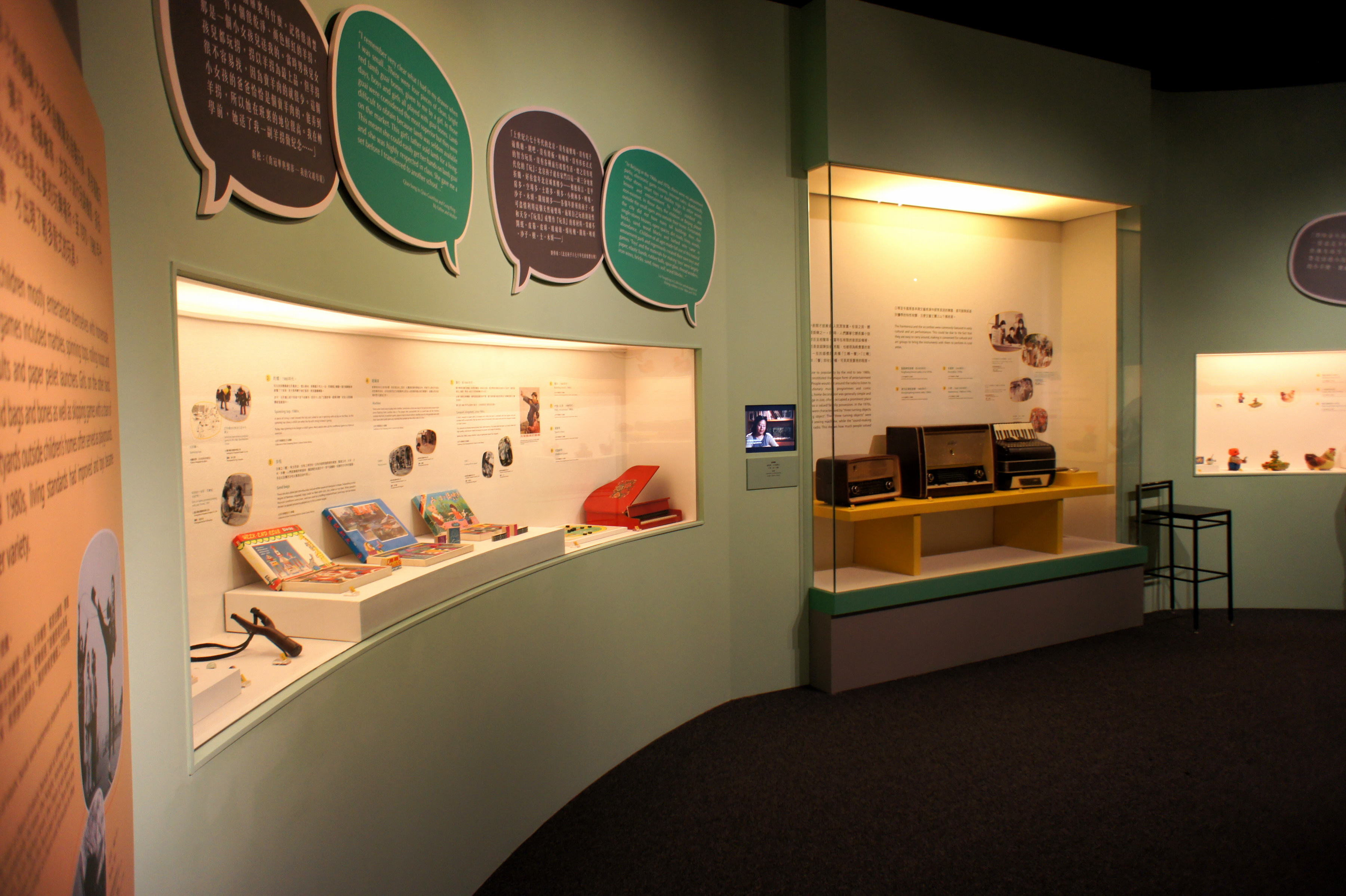
「生活雜拾」展區一隅

五味紛陳—半世紀的中國生活記憶（英語：The Flavours of Everyday Life in China - Memories from the Past Half Century）是一個關於1950年代至1990年代中國內地人民的生活面貌變化的展覽。
展覽由香港特別行政區政府康樂及文化事務署和北京市朝陽區文化館合辦，並由香港歷史博物館籌劃。由2011年7月6日至9月26日於香港歷史博物館專題展覽廳展出。
「五味紛陳—半世紀的中國生活記憶」展覽分為「票證年代」、「生活雜拾」、「紅色印記」、「婚姻大事」、「奔向小康」共五部分，以290多組日常生活實物陳列、200多張照片展示及音像播放的形式，重現了內地在半個多世紀裏生活面貌的變遷。

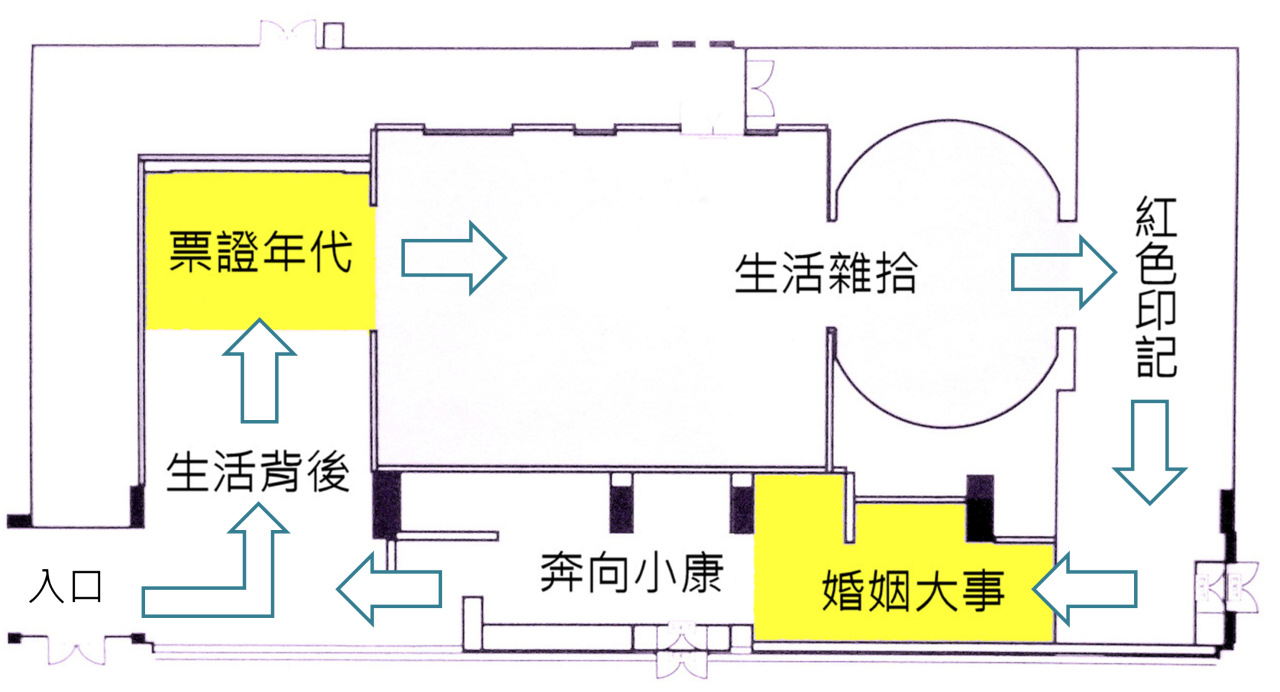
展覽場館平面圖及參觀動線

在「票證年代」部分，主要以糧票、米票、麵票、布票及日用工業品購貨券等展品反映了20世紀50年代中期「有票走遍天下，沒票寸步難行」的人民生活輪廓。
在「生活雜拾」和「婚姻大事」兩個部分，則展示當年的搪瓷碗盤杯盆、小人書、鐵皮玩具、電器用品、全家福照片、結婚證、結婚照。還有在物資短缺年代，為節省布料而做的假領子，1970年代結婚時需具備的「老三件」（自行車、手表、縫紉機）。
「紅色印記」部分陳列了許多與文化大革命有關的物件，包括「紅寶書」和各種毛主席像章及革命樣板戲《白毛女》《紅色娘子軍》的片段。
「奔向小康」部分則展出一批反映改革開放初期內地生活變化的照片，比如燙頭髮、戴墨鏡和喝可口可樂。
展覽場館更以黃新原《五十年代生人成長史》、陳煜《中國生活記憶──建國60年民生往事》、王沛人《六十年代生人成長史》及劉仰東《北京孩子六七十年代的集體自傳》等著作的精華摘句反映當時中國生活的記憶。
康樂及文化事務署署長馮程淑儀在2011年7月5日展覽開幕禮上表示，昔日俯拾皆是的尋常物品，其實滿載着每一代人的集體回憶，成為了我們追溯社會發展脈絡的媒介。

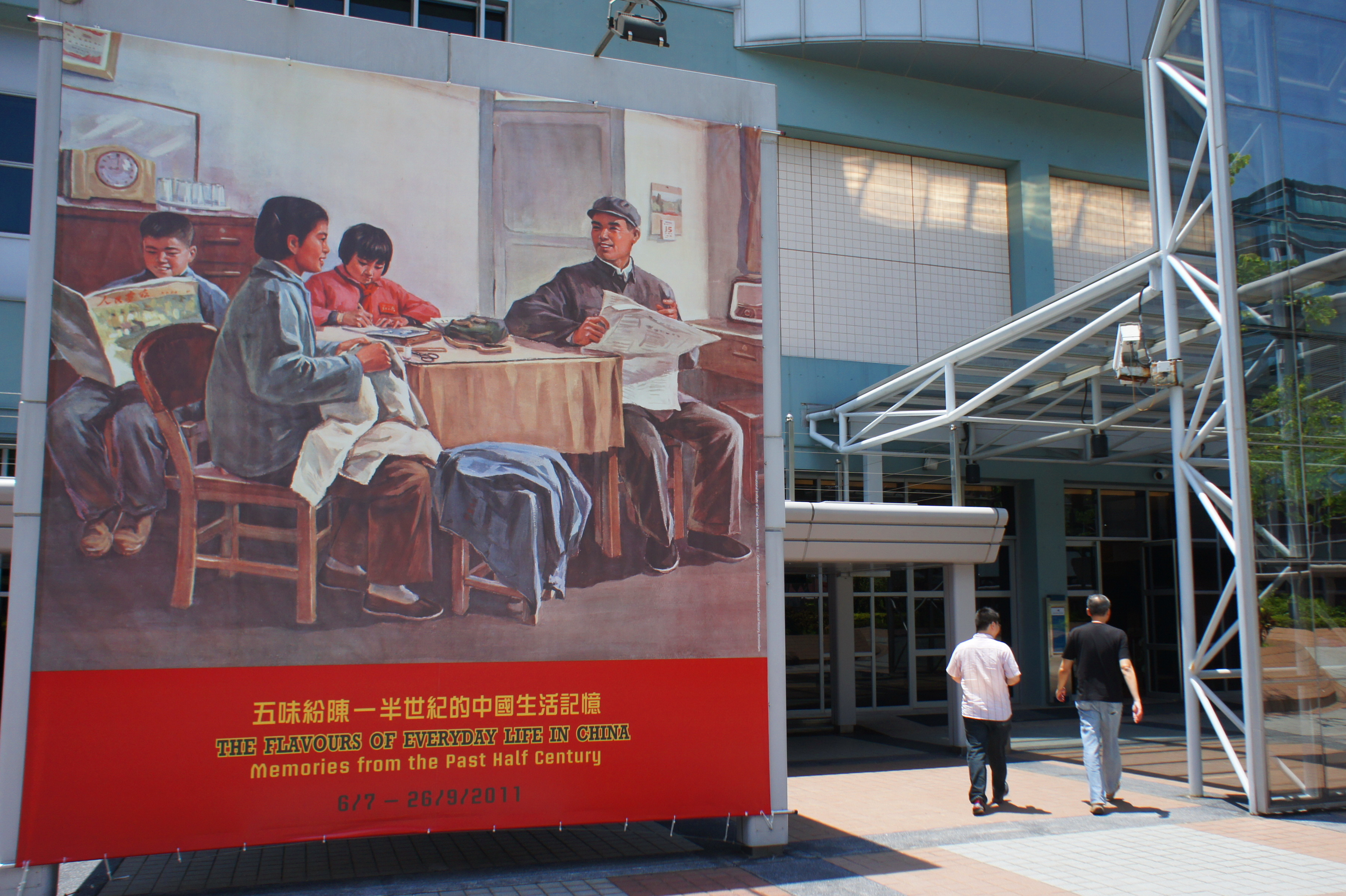
設於香港歷史博物館正門外的大型海報
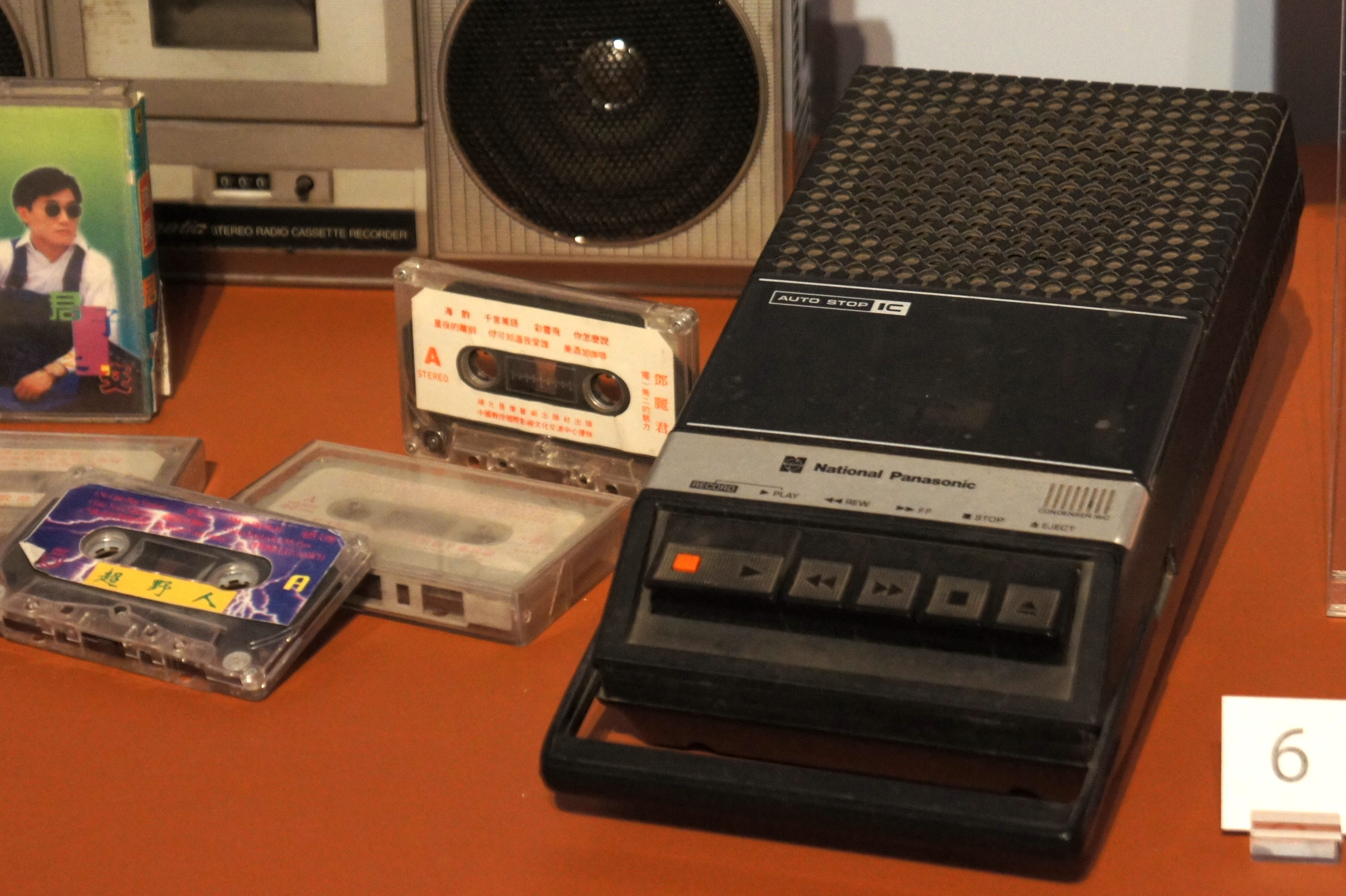
1980年代初流行的板磚錄音機
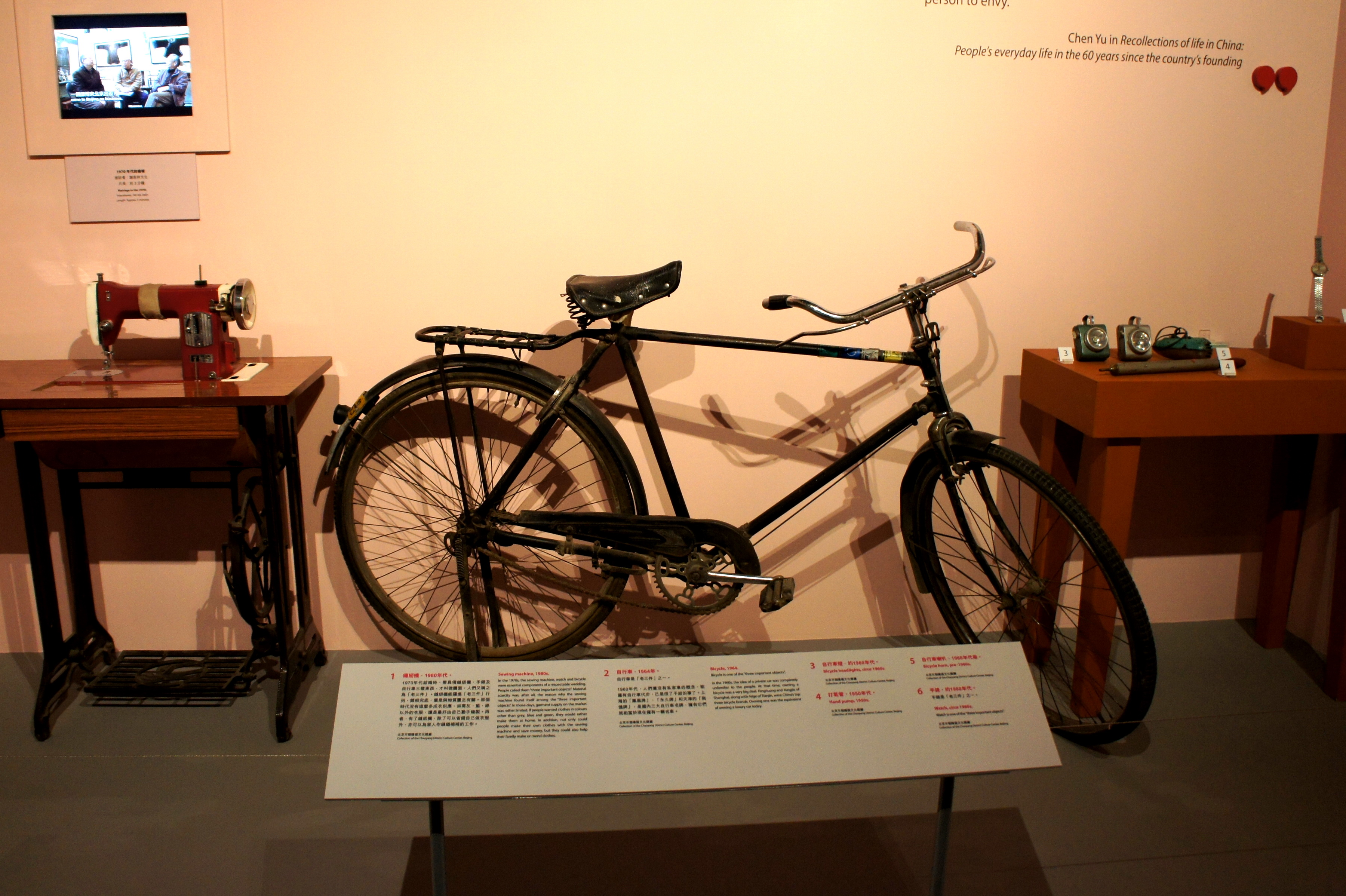
1970年代結婚時需具備的「老三件」（自行車（中）、手表（右）、縫紉機（左））

## 資料來源
1. ↑  黃新原. . 北京: 中國青年出版社. 2009年2月1日. ISBN 9787500683520 （中文）.
2. ↑  陳煜. . 北京: 中國輕工業出版社. 2009年8月1日. ISBN 9787501970544 （中文）.
3. ↑  王沛人. . 北京: 中國青年出版社. 2008年1月. ISBN 9787500679110. （原始内容存档于2020-02-25） （中文）.
4. ↑  劉仰東. . 北京: 中國青年出版社. 2009年2月10日. ISBN 9787500685739 （中文）.